# 이치카와촌 (아오모리현)
이치카와촌(市川村)은 아오모리현 산노헤군에 놓여졌던 촌이다.

## 연혁
- 1889년 4월 1일 - 정촌제 시행에 의해 산노헤군 이치카와촌이 촌제를 시행해, 이치카와촌이 성립하였다.
- 1955년 4월 1일 - 하치노헤시에 편입되어 소멸하였다.